# Estação Les Courtilles
Les Courtilles é uma estação da linha 13 do Metrô de Paris, localizada na fronteira das comunas de Asnières-sur-Seine e Gennevilliers. Esta 299a estação do Metrô de Paris , aberta em 14 de junho de 2008, é, desde essa data, o terminal da linha 13 em seu ramal noroeste.

## Localização
A estação está localizada no limite das comunas de Asnières-sur-Seine e Gennevilliers, no cruzamento formado pelo eixo da avenue de la Redoute e da avenue Lucien-Lanternier, por um lado, e pelo eixo do boulevard Pierre-de-Coubertin e do boulevard Intercommunal, por outro lado. O nome de cada uma dessas duas comunas encontra-se no sub-título do nome da estação nos mapas e na estação.

## História
Durante o período de estudo do projeto para estender a linha 13 até a estação, seu nome temporário era "Asnières - Gennevilliers - Le Luth", em homenagem ao bairro de Gennevilliers, sendo Les Courtilles um bairro de Asnières.
Em 2011, 3 377 106 passageiros foram contados nesta estação. Ela viu entrar 4 033 364 passageiros em 2015, o que a coloca na 120ª posição das estações de metrô por sua frequência.
Uma extensão adicional da linha 13 para Port de Gennevilliers, incluída no Esquema Diretor da Região da Ilha de França (SDRIF) adotado em 2008 pelo Conselho Regional, não está mais prevista para o momento. Este projeto não aparece mais na nova versão do SDRIF adotada em 25 de outubro de 2012.

### Acessos

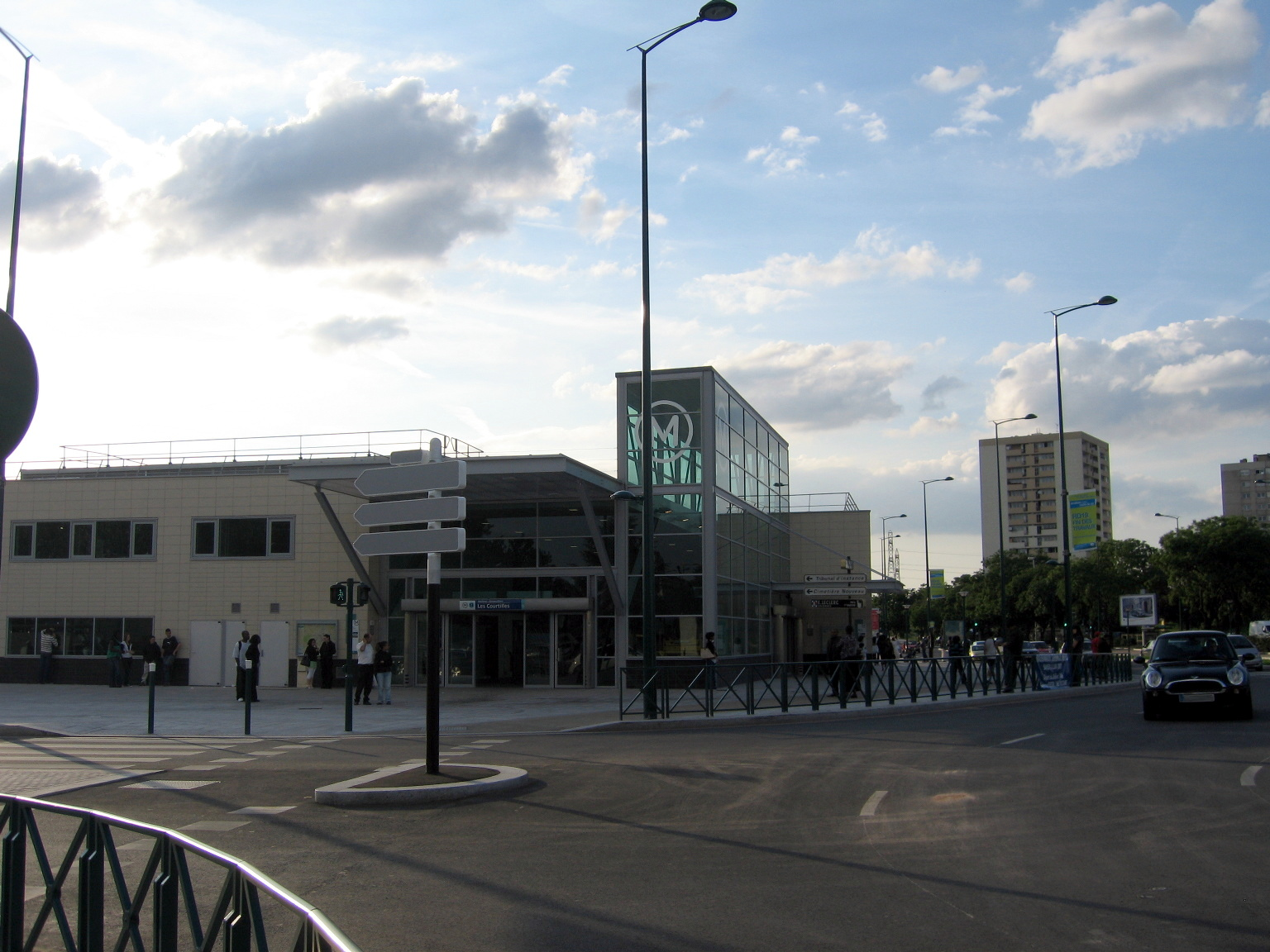
O exterior da estação

## Serviços aos passageiros

### Plataformas
Les Courtilles é uma estação de configuração padrão com duas plataformas laterais separadas pelas vias do metrô.

### Intermodalidade
A estação é servida pelo bonde T1 (depois de 15 de novembro de 2012), pelas linhas 235, 238, 276, 304, 378 e Bus du Port da rede de ônibus RATP e, à noite, pela linha N51 do Noctilien.

## Pontos turísticos
- Porto de Gennevilliers
- Estádio Léo-Lagrange, em Asnières-sur-Seine